# Камашор
Камашор — деревня в Кудымкарском районе Пермского края. Входит в состав Егвинского сельского поселения. Располагается на реке Вотякшор севернее от города Кудымкара. По данным Всероссийской переписи населения 2010 года, в деревне проживало 45 человек (23 мужчины и 22 женщины).
В 1952 году в деревне родился Анатолий Евдокимович Коньшин, доктор исторических наук, профессор.